# RotorWay Exec
RotorWay Exec je družina lahkih dvosedežnih batno gnanih helikopterjev ameriškega proizvajalca RotorWay International iz Chandlerja, Arizona. Helikopterje se kupi v "kit" obliki in se jih sestavi doma. RotorWay Exec ima dvokraki glavni rotor in dvokraki repni rotor. Pristajalno podvozje je tipa sanke. Za razliko od večine drugih ameriških helikopterjev, se pri Execu helikopter vrti v smerni urinega kazalca (gledano od zgoraj). 
Leta 1994 so predstavili verzijo Exec 162F z direktnim vbrizgom goriva in FADECom.

## Specifikacije
Podatki iz Brassey's World Aircraft & Systems Directory 1999/2000;Taylor 1999, pp. 365–366
Splošne karakteristike
- Posadka: 2
- Dolžina: 22 ft (6,71 m)
- Razpon kril: 25 ft (7,62 m)
- Višina: 8 ft (2,44 m)
- Površina kril: 380 sq ft (35,4 m²)
- Teža praznega letala: 975 lb (442 kg)
- Uporaben tovor: 525 lb (238 kg)
- Maks. vzletna teža: 1500 lb (680 kg)
- Pogon letala: 1 ×  4-valjni protibatni motor RotorWay RI 162F, 150 KM (112 kW)

 Zmogljivost 
- Maks. hitrost: 115 mph (100 vozlov, 185 km/h) na nivoju morja
- Potovalna hitrost: 95 mph (82 vozlov, 153 km/h)
- Doseg: 180 mi (156 nmi, 290 km)
- Trajanje leta: 2 uri z maks. gorivom
- Višina leta: 5000 ft (1525 m) višina lebdenja
- Hitrost vzpenjanja: 1000 ft/min (5,1 m/s)